# Cephalodromia ornatifrons
Cephalodromia ornatifrons är en tvåvingeart som först beskrevs av Seguy 1932.  Cephalodromia ornatifrons ingår i släktet Cephalodromia och familjen svävflugor.
Artens utbredningsområde är Madagaskar. Inga underarter finns listade i Catalogue of Life.